# Šalkar
Šalkar nebo Čelkar (kazašsky Шалқар, rusky Шалкар) je slané jezero v Západokazachstánské oblasti v Kazachstánu. Má rozlohu 200 km², průměrnou hloubku 5,1 m a maximální hloubku 13 m.

## Pobřeží
Ze severu je obemknuto slanisky.

## Vodní režim
Zdroj vody je sněhový a podzemní. Vyšší úroveň hladiny má v květnu a rozsah kolísání je 1,8 m. Zamrzá v listopadu a rozmrzá v květnu. Ústí do něj řeka Jesenankaty a odtéká řeka Soljanka (povodí Uralu).

## Využití
Na jezeře je rozvinuté rybářství.